# Fægtning under sommer-OL 2016 – Hold med sabel (damer)
Kvindernes holdkonkurrence med sabel under sommer-OL 2016 i Rio de Janeiro blev afholdt d. 13. august 2016 i Carioca Arena 3.

## Programoversigt
Alle tider er brasiliansk tid (UTC−3)
| Dato                   | Tid   | Runde             |
| ---------------------- | ----- | ----------------- |
| Lørdag 13. august 2016 | 09:00 | Kvartfinaler      |
| Lørdag 13. august 2016 | 10:15 | Placering 5-8     |
| Lørdag 13. august 2016 | 11:30 | Semifinaler       |
| Lørdag 13. august 2016 | 12:45 | Placering 5-6     |
| Lørdag 13. august 2016 | 12:45 | Placering 7-8     |
| Lørdag 13. august 2016 | 17:00 | Bronzemedaljekamp |
| Lørdag 13. august 2016 | 18:15 | Finale            |

## Placeringsoversigt
| Placering | Hold     | Atlet                                                              |
| --------- | -------- | ------------------------------------------------------------------ |
| 1         | Rusland  | Yekaterina Dyachenko Yuliya Gavrilova Yana Egorian Sofya Velikaya  |
| 2         | Ukraine  | Olha Kharlan Alina Komashchuk Olena Kravatska Olena Voronina       |
| 3         | USA      | Monica Aksamit Ibtihaj Muhammad Dagmara Wozniak Mariel Zagunis     |
| 4         | Italien  | Ilaria Bianco Rossella Gregorio Loreta Gulotta Irene Vecchi        |
| 5         | Sydkorea | Kim Ji-yeon Seo Ji-yeon Yoon Ji-su Hwang Seon-a                    |
| 6         | Polen    | Malgorzata Kozaczuk Bogna Jóźwiak Marta Puda Aleksandra Socha      |
| 7         | Mexico   | Tania Arrayales Úrsula González Julieta Toledo Nataly Michel Silva |
| 8         | Frankrig | Saoussen Boudiaf Cécilia Berder Manon Brunet Charlotte Lembach     |